# Libanon L108/L22
L108 var en i raden av underhållsbataljoner som Sverige bidrog med i Libanon inom ramen för UNIFIL.

## Historia
Förbandet verkade i Libanon under perioden februari 1991 till oktober 1991. Bataljonens kompanier grupperade på tre olika camper inom området:
På Camp Carl-Gustaf i Naquora grupperade Stab- och trosskompaniet, Förrådskompaniet och Transportkompaniet.
Ingenjörskompaniet grupperade på Camp Nordic Star i Jwayya och sjukhuskompaniet på Camp Silvia. L108 avlöstes av L110.

## Förbandsdelar
- Batch: Öv P-O Ahlqvust
- Stf batch: Övlt Lars Östlund

- Stab- och Trosskompanichef Mj G. Thörnäs
- Förrådskompanichef: Mj K. Andersson
- Ingenjörkompanichef: Mj H-O. Nilsson
- Transportkompanichef: Mj P. Gustavsson
- Sjukhuskompanichef: Mj O. Törnell